# Rhacaplacarus optivus
Rhacaplacarus optivus är en kvalsterart som först beskrevs av Wojciech Niedbała 1994.  Rhacaplacarus optivus ingår i släktet Rhacaplacarus och familjen Phthiracaridae. Inga underarter finns listade i Catalogue of Life.